# Zagłobin
Zagłobin – część miasta Opole Lubelskie w Polsce położona w województwie lubelskim, w powiecie opolskim. Leży w południowo-zachodniej części miasta, wzdłuż ulicy Południowej.

## Historia
Zagłobin to dawniej samodzielna miejscowość. W latach 1867–1954 należała do gminy Opole w powiecie nowoaleksandryjskim / puławskim, początkowo w guberni lubelskiej, a od 1919 w woj. lubelskim. Tam 14 października 1933 weszła w skład gromady o nazwie Elżbieta w gminie Opole, składającej się ze wsi Elżbieta i folwarku Zagłobin.
Podczas II wojny światowej Zagłobin włączono do Generalnego Gubernatorstwa (dystrykt lubelski, Kreis Pulawy). W 1943 roku liczba mieszkańców Dorfgemeinde Elżbieta wynosiła 525. Po wojnie ponownie w województwie lubelskim, nadal w gromadzie Elżbieta, jednej z 23 gromad gminy Opole w powiecie puławskm.
W związku z reformą znoszącą gminy jesienią 1954 roku, Zagłobin włączono do nowo utworzonej gromady Niezdów. 13 listopada 1954 gromada Niezdów weszła w skład nowo utworzonego powiatu opolsko-lubelskiego w tymże województwie. 1 stycznia 1960 zniesiono gromadę Niezdów, a Zagłobin włączono do nowo utworzonej gromady Opole Lubelskie w tymże powiecie.
1 stycznia 1973, w związku z kolejna reformą administracyjną kraju Zagłobin (jako część wsi Elżbieta) wszedł w skład nowo utworzonej gminy Opole Lubelskie. W latach 1975–1990 miejscowość należała administracyjnie do województwa lubelskiego.
1 lipca 1990 Zagłobin (część wsi Elżbieta o powierzchni 39,58 ha) włączono do Opola Lubelskiego.